# Meritxell Cabezón i Arbat
Meritxell Cabezón i Arbat (Barcelona, 19 de setembre de 1980) és una advocada i política catalana, diputada al Congrés dels Diputats en la IX legislatura.
Llicenciada en dret i màster en dret tributari, va treballar com a assessora fiscal i en l'actualitat és advocada dedicada essencialment a l'àmbit civil i penal i és especialista en violència de gènere i Drets Humans.
Ha estat militant de les Joventuts Socialistes de Catalunya, amb les que ha estat vicepresidenta segona de la taula del Consell Nacional i vicepresidenta del Consell de la Federació de Barcelona. També ha estat consellera d'educació del districte de Sant Martí.
Assessora Fiscal.
Pel juliol de 2008 substituí en el seu escó Joan Clos i Matheu, qui havia estat elegit diputat a les eleccions generals espanyoles de 2008. De 2008 a 2011 ha estat adscrita a la Comissió de Justícia i secretària Primera de la Comissió d'Interior del Congrés dels Diputats.